# Etsuko Tahara
Etsuko Tahara (jap. 田原 悦子, Tahara Etsuko) ist eine ehemalige japanische Fußballspielerin.

## Karriere

### Verein
Sie begann ihre Karriere bei Fujita Tendai SC Mercury. Danach spielte er bei Tasaki Perule FC.

### Nationalmannschaft
Tahara absolvierte ihr erstes Länderspiel für die japanischen Nationalmannschaft am 21. August 1994 gegen Österreich.